# Zatrephes bilineata
Zatrephes bilineata är en fjärilsart som beskrevs av Rothschild 1909. Zatrephes bilineata ingår i släktet Zatrephes och familjen björnspinnare. Inga underarter finns listade i Catalogue of Life.